# La Croix-Comtesse
Pour les articles homonymes, voir Croix (homonymie) et Comtesse (homonymie).
La Croix-Comtesse est une commune du Sud-Ouest de la France, située dans le département de la Charente-Maritime (région Nouvelle-Aquitaine).
Ses habitants sont appelés les Crucicomtessins et les Crucicomtessines.

## Géographie

### Communes limitrophes
|  | Villeneuve-la-Comtesse |         |
|  | La Croix-Comtesse      | Coivert |
|  | Vergné                 |         |

## Urbanisme

### Typologie
Au 1er janvier 2024, La Croix-Comtesse est catégorisée commune rurale à habitat dispersé, selon la nouvelle grille communale de densité à 7 niveaux définie par l'Insee en 2022.
Elle est située hors unité urbaine. Par ailleurs la commune fait partie de l'aire d'attraction de Niort, dont elle est une commune de la couronne,. Cette aire, qui regroupe 91 communes, est catégorisée dans les aires de 50 000 à moins de 200 000 habitants,.

### Occupation des sols
L'occupation des sols de la commune, telle qu'elle ressort de la base de données européenne d’occupation biophysique des sols Corine Land Cover (CLC), est marquée par l'importance des territoires agricoles (100 % en 2018), une proportion identique à celle de 1990 (100 %). La répartition détaillée en 2018 est la suivante : 
terres arables (77,3 %), zones agricoles hétérogènes (22,7 %). L'évolution de l’occupation des sols de la commune et de ses infrastructures peut être observée sur les différentes représentations cartographiques du territoire : la carte de Cassini (XVIIIe siècle), la carte d'état-major (1820-1866) et les cartes ou photos aériennes de l'IGN pour la période actuelle (1950 à aujourd'hui).

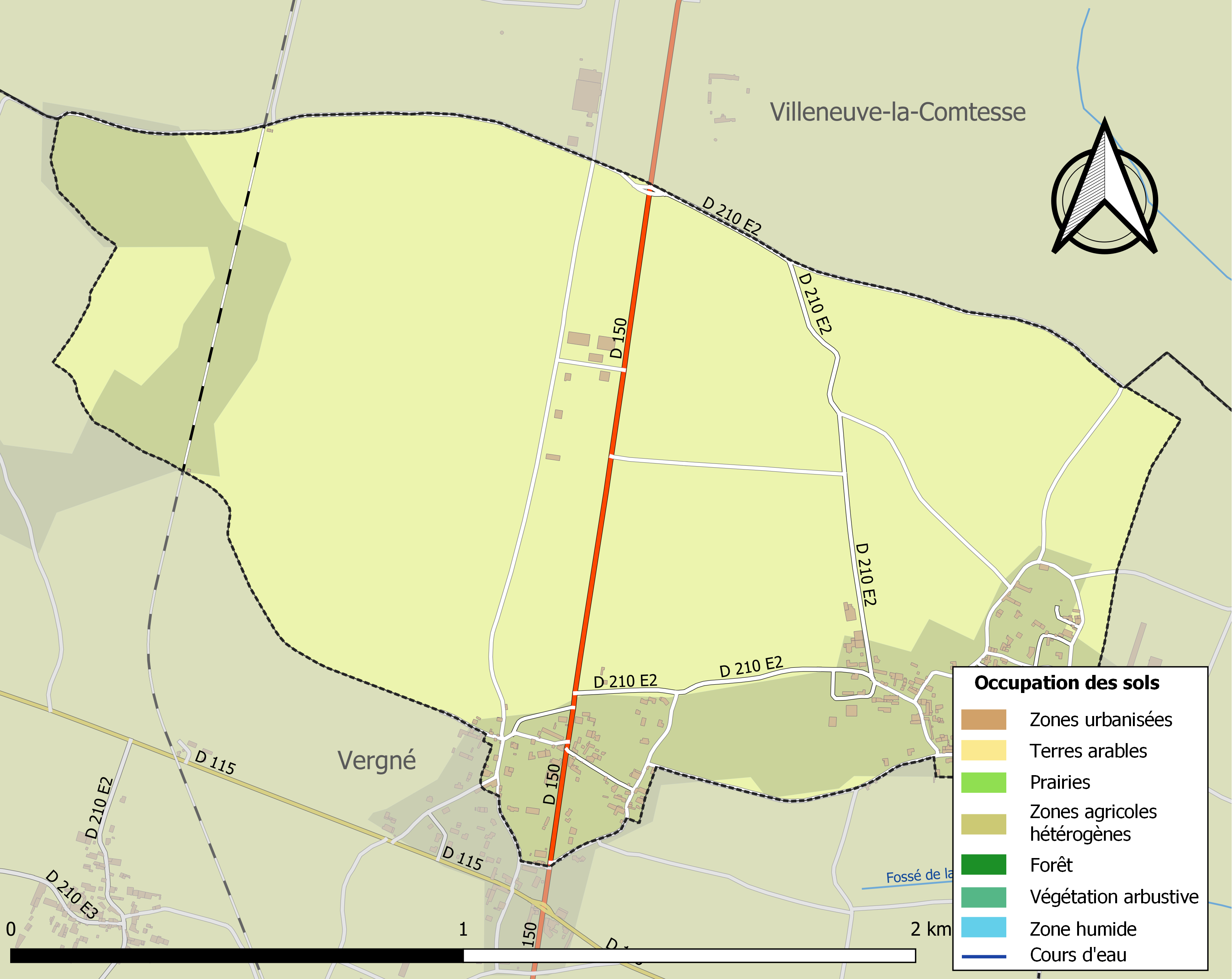
Carte des infrastructures et de l'occupation des sols de la commune en 2018 (CLC).

### Risques majeurs
Le territoire de la commune de La Croix-Comtesse est vulnérable à différents aléas naturels : météorologiques (tempête, orage, neige, grand froid, canicule ou sécheresse) et séisme (sismicité modérée). Il est également exposé à un risque technologique,  le transport de matières dangereuses. Un site publié par le BRGM permet d'évaluer simplement et rapidement les risques d'un bien localisé soit par son adresse soit par le numéro de sa parcelle.

#### Risques naturels

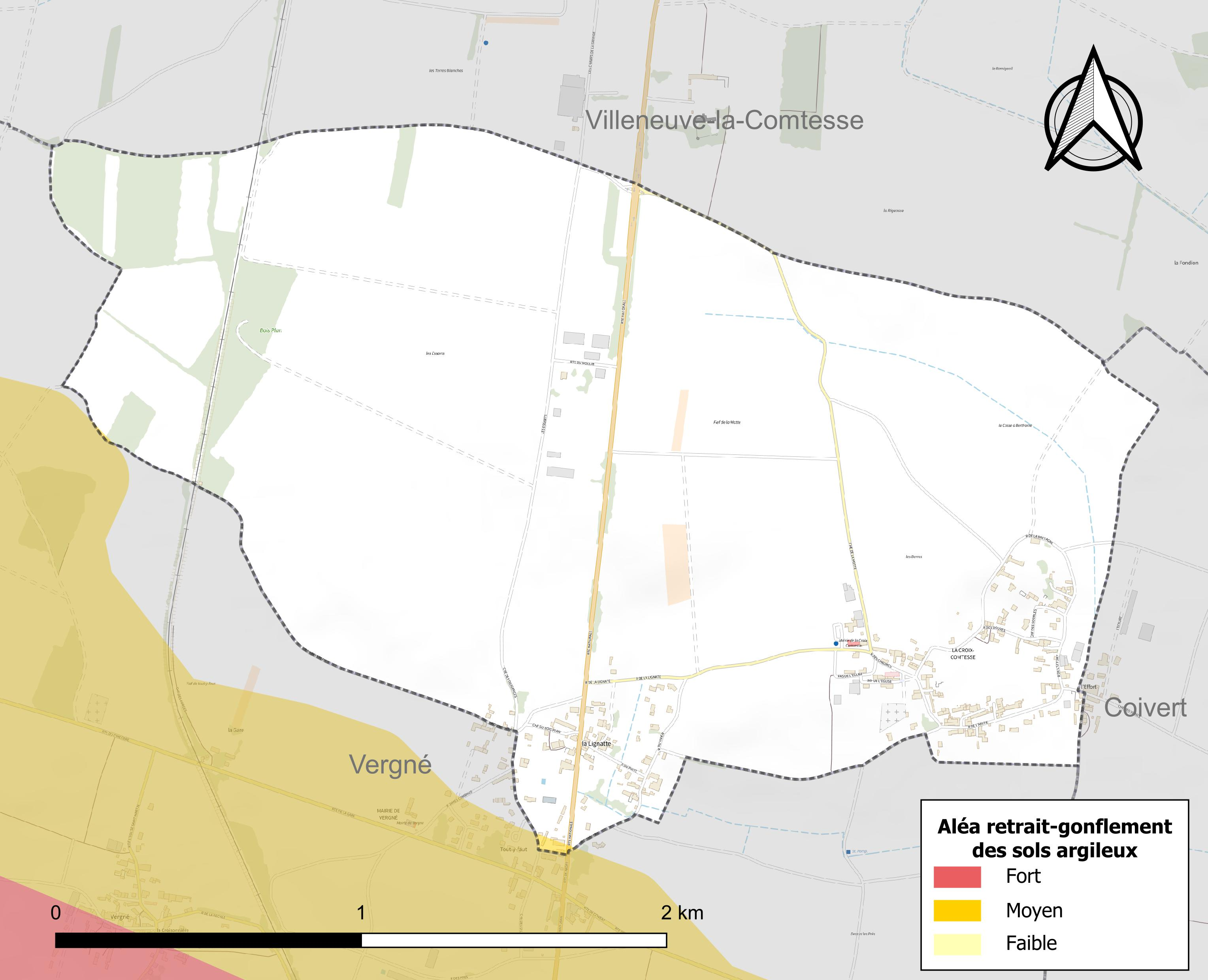
Carte des zones d'aléa retrait-gonflement des sols argileux de La Croix-Comtesse.

Le retrait-gonflement des sols argileux est susceptible d'engendrer des dommages importants aux bâtiments en cas d’alternance de périodes de sécheresse et de pluie. 0,1 % de la superficie communale est en aléa moyen ou fort (54,2 % au niveau départemental et 48,5 % au niveau national). Sur les 126 bâtiments dénombrés sur la commune en 2019,  aucun n'est en aléa moyen ou fort, à comparer aux 57 % au niveau départemental et 54 % au niveau national. Une cartographie de l'exposition du territoire national au retrait gonflement des sols argileux est disponible sur le site du BRGM,.
Par ailleurs, afin de mieux appréhender le risque d’affaissement de terrain, l'inventaire national des cavités souterraines permet de localiser celles situées sur la commune.
La commune a été reconnue en état de catastrophe naturelle au titre des dommages causés par les inondations et coulées de boue survenues en 1982, 1999 et 2010. Concernant les mouvements de terrains, la commune a été reconnue en état de catastrophe naturelle au titre des dommages causés par des mouvements de terrain en 1999 et 2010.

#### Risques technologiques
Le risque de transport de matières dangereuses sur la commune est lié à sa traversée par une ou des infrastructures routières ou ferroviaires importantes ou la présence d'une canalisation de transport d'hydrocarbures. Un accident se produisant sur de telles infrastructures est susceptible d’avoir des effets graves sur les biens, les personnes ou l'environnement, selon la nature du matériau transporté. Des dispositions d’urbanisme peuvent être préconisées en conséquence.

## Histoire
Au Moyen Âge, l'histoire du village est liée à celle de la forêt de Chizé. Avec plus de 5 000 hectares, la forêt de Chizé proprement dite constituait la plus importante forêt du Poitou médiéval, et aujourd’hui, c’est une forêt domaniale de 3 435 hectares.
La Croix-Comtesse « Crucem Comitisse » est fondée après et comme Villeneuve-la-Comtesse par Raoul II, seigneur d'Exoudun, près de La Mothe-Saint-Héray. Richard Cœur de Lion le maria, vers 1194, à une riche héritière, Aélis ou Alix, comtesse d’Eu et c’est de Richard qu’il reçut le territoire (sinon l’ensemble de la seigneurie de Chizé) où il créa ces bourgs.
La charte de création de Villeneuve-la-Comtesse est semblable à celle de La Croix-Comtesse : elle accorde :
- des droits d’usage (usage plein de la forêt, sauf pour les essences de chêne, hêtre et frêne, qui sert au bois des lances, qui ne peuvent être utilisées que pour la construction des maisons) ;
- des franchises (jugement uniquement dans la ville, amende maximale de 5 sous, sauf vol, homicide ou blessure mortelle ; exemption de la taille, du service d’ost, de ban, de droit de vente sur les porcs).

De plus, chaque nouvel arrivant recevait une tenure entière. En contrepartie, chaque hôte paie 5 sous de cens annuel, moitié à la Saint-Jean, moitié à Noël, 4 chapons à la Toussaint, et un champart d’un onzième de la récolte. Tous les habitants étaient tenus de porter leur pain aux fours du comte.
Un texte du XVe siècle rapporte que le comte Raoul d’Exoudun et sa femme, Aélis ou Alix, comtesse d’Eu, séjournaient avec prédilection dans leur terre de Chizé et que « pour l’esbatement de la chasse » ils firent faire un édifice fortifié et entouré de douves à Villeneuve et à La Croix-Comtesse (probablement avant 1200).  Cette construction a dû être abandonnée pendant la période des troubles de la guerre de Cent ans en raison de l’existence de dispositifs fortifiés plus robustes à proximité, notamment à Villeneuve-la-Comtesse.
Lors de la Révolution française, pour suivre un décret de la Convention, la commune est rebaptisée « La Liberté ». L’ancien nom est rétabli en 1801.

## Toponymie
Le toponyme de La Croix-Comtesse peut s’interpréter comme suit : le village est situé à un carrefour et l’on sait que des croix marquaient régulièrement les carrefours des routes médiévales. La comtesse désignée est Aélis ou Alix, comtesse d’Eu, citée plus haut.
Lors d'une réunion, le conseil municipal a proposé que les habitants de La Croix-Comtesse portent le nom de « cruci-comtessins ».

## Lieux et monuments

### La motte castrale

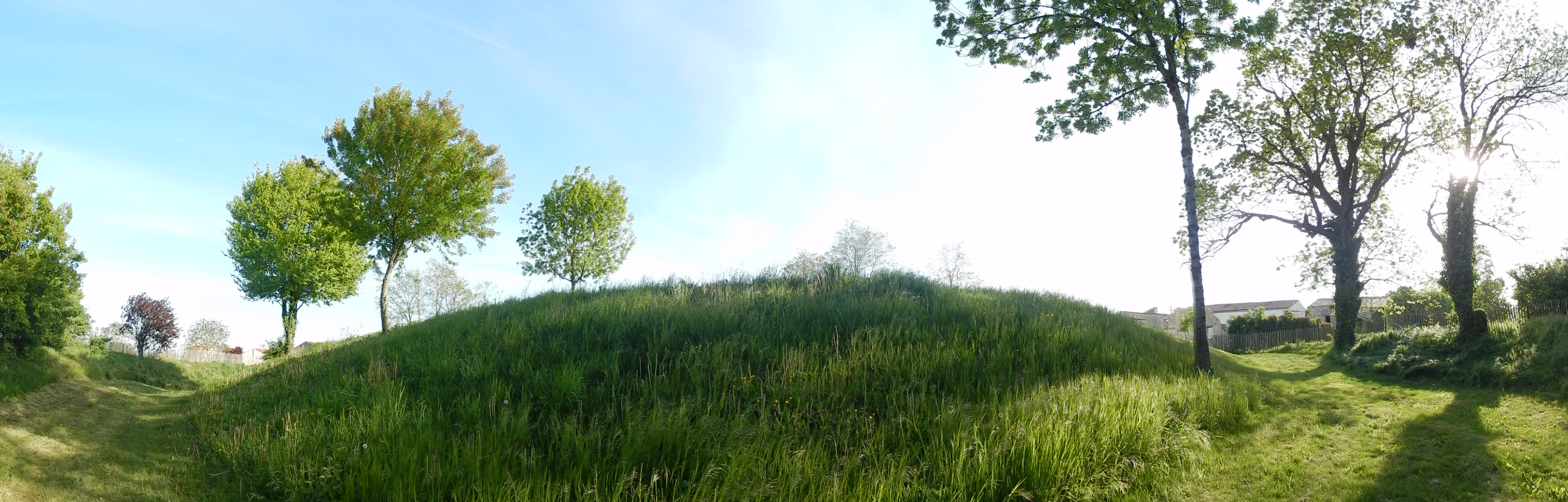
La motte.

La motte castrale est située à l'est de l'église. On suppose qu'un donjon en bois s'y élevait. On repère toujours l'empreinte du fossé de la haute cour et, partiellement, celle du fossé de la basse cour.

### La maison forte
Située à une cinquantaine de mètres à l'ouest de la motte castrale, la maison forte succède à celle-ci, probablement au XIIe siècle. Elle est sans doute abandonnée au cours de la guerre de Cent Ans. Le conseil municipal la fait restaurer en 2006, pour y aménager quatre logements.

### L'église Saint-Révérend

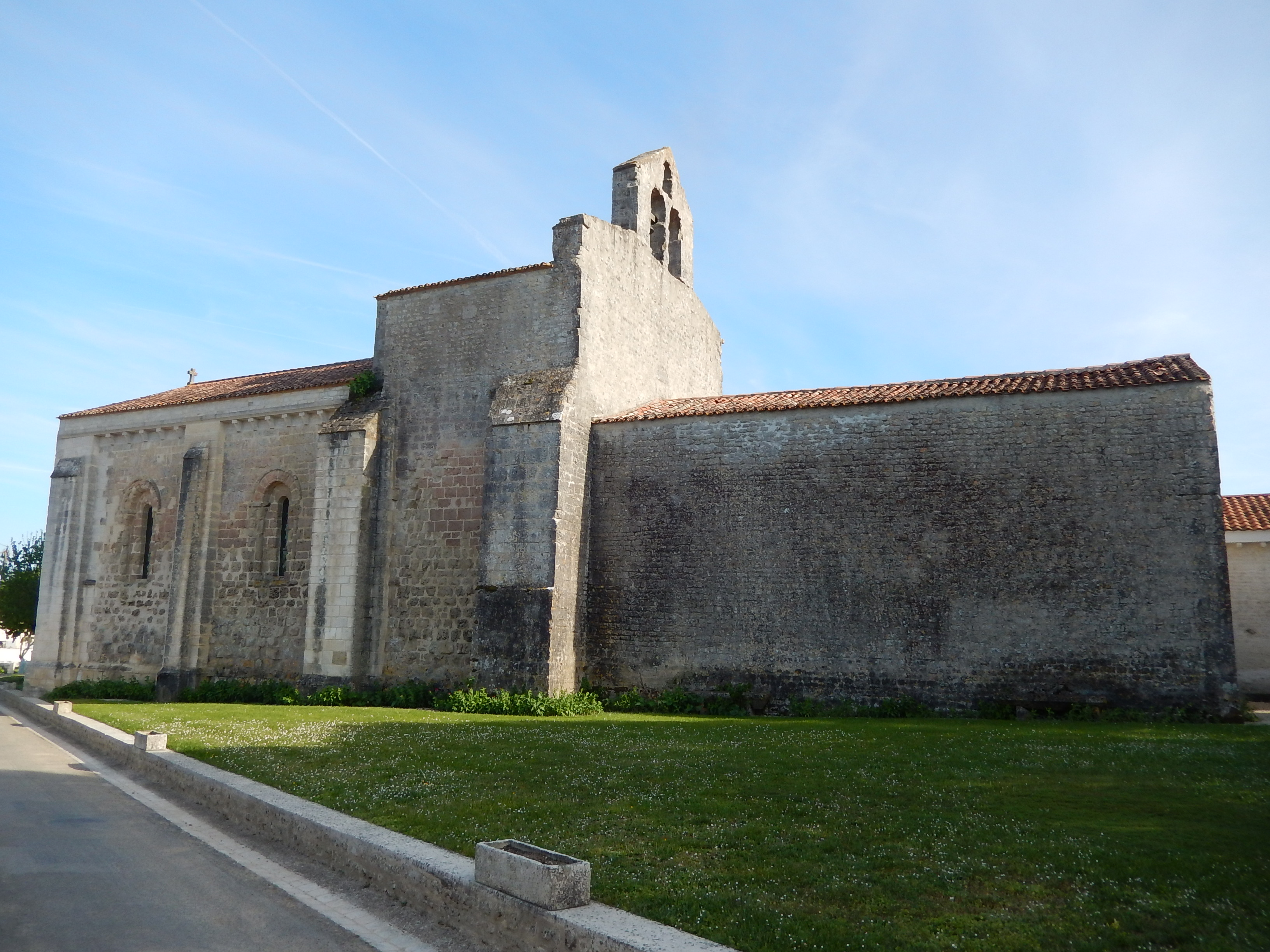
L'église Saint-Révérend.

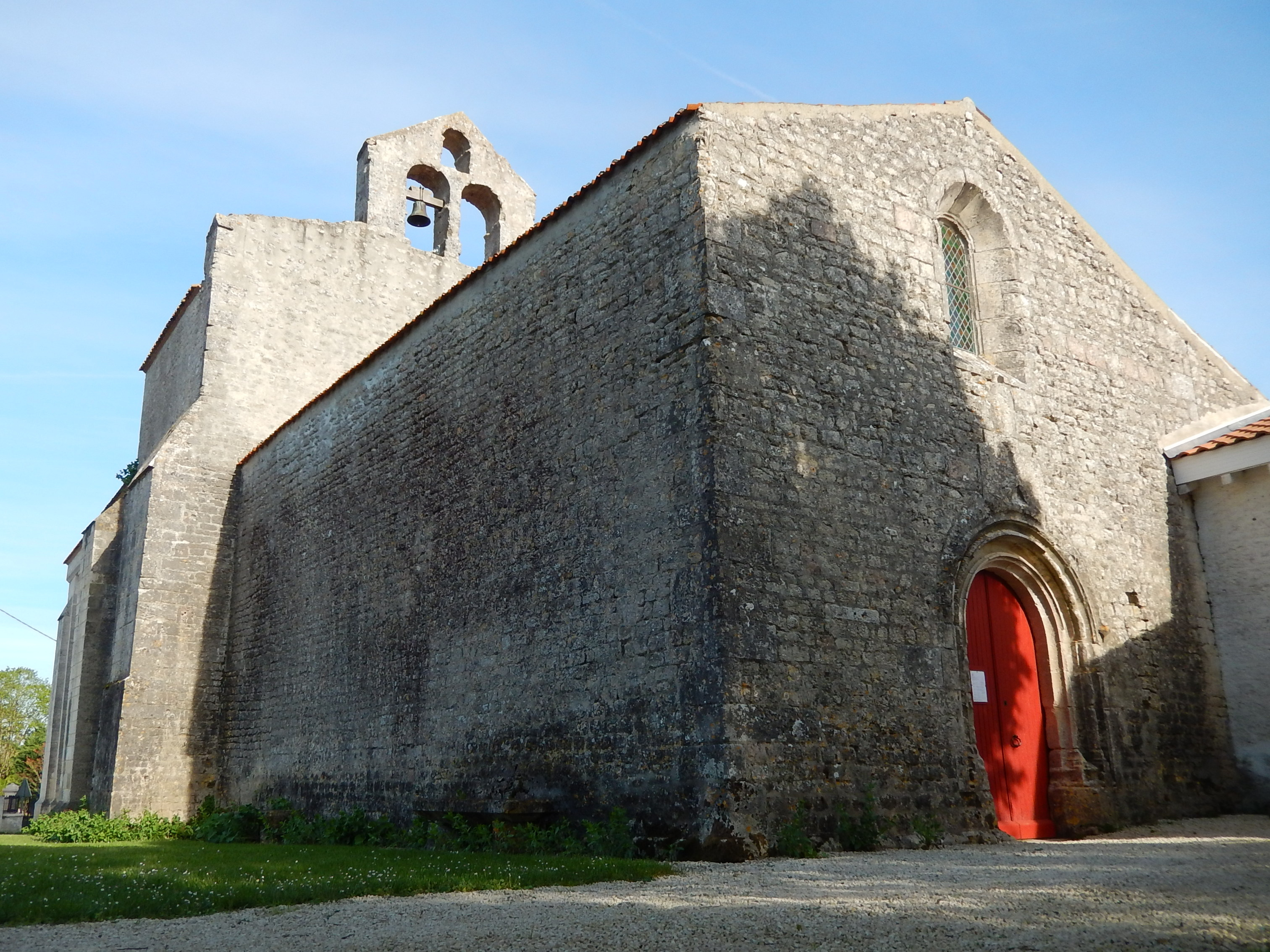
La partie ouest de l'église, avec sa seule fenêtre.

L'église du XIIe siècle est dédiée à saint Révérend, prédicateur du IVe siècle. Elle est plusieurs fois brûlée durant la guerre de Cent Ans et durant les guerres de Religion, d'où le surnom d'« église rôtie » que lui donnent les historiens d'art. La nef romane finit par s'effondrer, entraînant la chute du clocher. En septembre 1986, le conseil municipal décide de restaurer l'église, bien qu'elle ne soit ni classée ni inscrite à l'inventaire supplémentaire des monuments historiques. Les travaux s'effectuent de 1987 à 1993. En 1994, elle est réaffectée au culte. Les pierres « craquelées, plus ou moins déchiquetées, boursouflées, écaillées », portent encore les stigmates des incendies successifs.
L'église, à nef unique, se compose de deux parties bien distinctes, communiquant entre elles. La séparation est marquée par un clocher-mur à trois baies.
- À l'est, subsiste une partie de l'édifice roman, voûtée. Elle comporte :
  - un chevet plat ;
  - un chœur de deux travées ;
  - une travée qui supportait l'ancien clocher.
- À l'ouest, la nef romane effondrée a été remplacée aux XVe et XVIe siècles par une nef non voûtée, sans caractère particulier, percée d'une seule fenêtre (sur le pignon) et, sous cette fenêtre, d'une porte gothique dont le décor a été martelé, probablement sous la Révolution[19].

## Administration

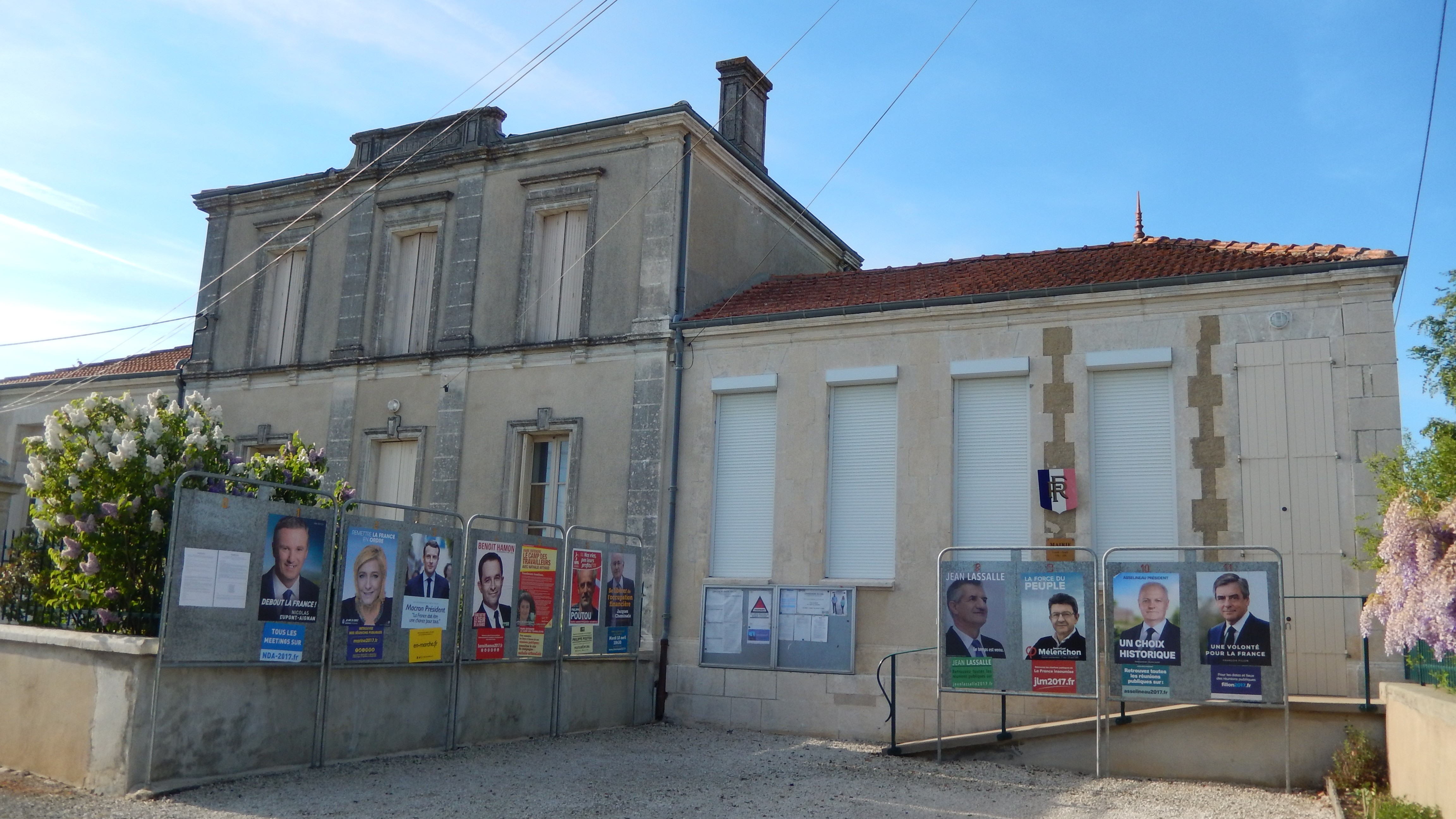
La mairie de la commune.

### Liste des maires
| Période | Période  | Identité        | Étiquette | Qualité                                   |
| ------- | -------- | --------------- | --------- | ----------------------------------------- |
| 1944    | 1958     | Léon Gindreau   |           |                                           |
| 1958    | 1959     | René Bousseau   |           |                                           |
| 1959    | 1983     | Louis Descombes |           |                                           |
| 1984    | 1989     | Pierre Brisseau |           |                                           |
| 1989    | En cours | Jacques Roux    | PS        | Professeur d'histoire-géographie retraité |

## Démographie

### Évolution démographique
L'évolution du nombre d'habitants est connue à travers les recensements de la population effectués dans la commune depuis 1793. Pour les communes de moins de 10 000 habitants, une enquête de recensement portant sur toute la population est réalisée tous les cinq ans, les populations de référence des années intermédiaires étant quant à elles estimées par interpolation ou extrapolation. Pour la commune, le premier recensement exhaustif entrant dans le cadre du nouveau dispositif a été réalisé en 2006.

En 2022, la commune comptait 223 habitants, en stagnation par rapport à 2016 (Charente-Maritime : +4,04 %, France hors Mayotte : +2,11 %).
| 1793 | 1800 | 1806 | 1821 | 1831 | 1836 | 1841 | 1846 | 1851 |
| ---- | ---- | ---- | ---- | ---- | ---- | ---- | ---- | ---- |
| 236  | 317  | 285  | 301  | 377  | 381  | 370  | 367  | 379  |

| 1856 | 1861 | 1866 | 1872 | 1876 | 1881 | 1886 | 1891 | 1896 |
| ---- | ---- | ---- | ---- | ---- | ---- | ---- | ---- | ---- |
| 360  | 350  | 369  | 357  | 354  | 329  | 302  | 308  | 283  |

| 1901 | 1906 | 1911 | 1921 | 1926 | 1931 | 1936 | 1946 | 1954 |
| ---- | ---- | ---- | ---- | ---- | ---- | ---- | ---- | ---- |
| 283  | 286  | 277  | 256  | 239  | 229  | 213  | 248  | 239  |

| 1962 | 1968 | 1975 | 1982 | 1990 | 1999 | 2006 | 2011 | 2016 |
| ---- | ---- | ---- | ---- | ---- | ---- | ---- | ---- | ---- |
| 240  | 207  | 189  | 189  | 161  | 172  | 167  | 220  | 223  |

| 2021 | 2022 | - | - | - | - | - | - | - |
| ---- | ---- | - | - | - | - | - | - | - |
| 223  | 223  | - | - | - | - | - | - | - |

## Culture locale et patrimoine

### Personnalités liées à la commune
- Françoise Alexandrine Laine Duverge épouse de Marie Jean de la Laurencie et un de leurs enfants, Marie Alexandrine de  la Laurencie épouse de François Descures ont été inhumées dans notre cimetière, respectivement en 1819 et 1840. Leurs tombes existent toujours et sont répertoriées aux Archives départementales de La Charente-Maritime à La Rochelle.

La puissante famille de la Laurencie est originaire de Claix et de Charras dans le sud Charente. Vers 1560, François de la Laurencie, seigneur de Claix et de Charras, épouse Marie de la Chambre. Jean de la Chambre, père de Marie, avait acheté la châtellenie de Villeneuve-la-Comtesse vers 1552. Il la cède vers 1560 à son gendre, et c’est à partir de cette date que les la Laurencie s’installèrent dans notre région.